# 2013 WCS 코리아 시즌 2 옥션 올킬 스타리그

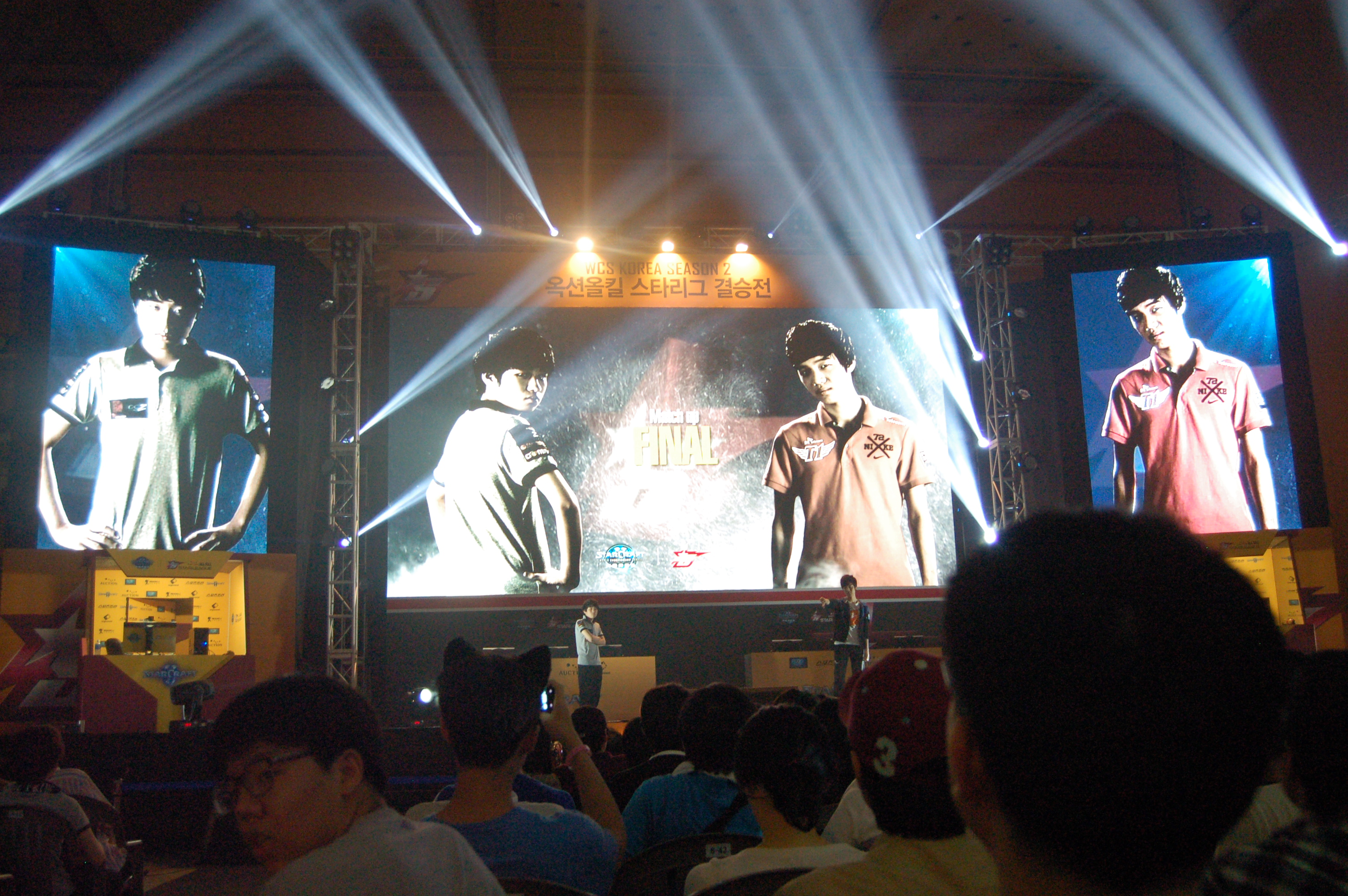
코엑스에서 열린 2013 WCS 코리아 시즌 2 옥션 올킬 스타리그 결승전 현장

2013 WCS 코리아 시즌 2 옥션 올킬 스타리그(2013 WCS KOREA Season 2 Auction ALLKILL StarLeague)는 온게임넷이 주최하는 스타리그의 35번째 정규 리그로(PKO '99 포함시 36번째) 2013년에 열리는 정규 리그이자 군단의 심장 기반 첫 정규 리그이며 WCS와 연계되어 진행되는 WCS KOREA의 두 번째 대회이다. 이번 스타리그는 옥션 올킬 스타리그 2012 결승전 이후 234일만에 치러진 대회이다. 온게임넷 뿐만 아니라 곰TV에서도 중계되며 곰TV에서는 자체 중계진으로 중계 하였다. 이 대회를 마지막으로 현재까지도 차기대회는 열리지 않고 있다.

## 개요
- 기간 - 2013년 6월 18일 ~ 2013년 8월 10일
- 예선 장소 - 신도림 인텔 e스타디움
- 챌린저 리그 장소 - 강남 곰TV 스튜디오
- 본선 장소 - 용산 e스포츠 스타디움
- 결승전 장소 - 서울 코엑스 D홀

### 상금
- 상금규모 - 총 $100,000
- 우승 - $20,000
- 준우승 - $12,000
- 3~4위 - $7,000
- 5~8위 - $3,500
- 9~16위 - $2,000
- 17~32위 - $1,500

### WCS 포인트
- 우승 - 1500점
- 준우승 - 1000점
- 3위~4위 - 750점
- 5위~8위 - 500점
- 9위~12위 -  300점
- 13위~16위 -  200점
- 17위~24위 - 150점
- 25위~32위 - 100점

## 특이사항
- 스타크래프트 II : 군단의 심장 기반으로 치러지는 최초이자 마지막 스타리그
- 블리자드 주관으로 치러지는 스타리그로, 이에 따라 기존의 스타리그에서 WCS KOREA 스타리그로 명칭 변경.
  - 기존 스타리그 역사는 유지 (허영무 우승 시 골든마우스 지급, 기존 브루드 워 스타리그 전적 유효 등)
- 선수가 등장하는 스타2 최초의 오프닝 리그.
- 옥션이 2연속으로 스타리그를 후원.
- 이영호 15회 연속 스타리그 진출 성공
- 32강으로 치러지는 최초의 스타리그
  - 32강은 단판 듀얼토너먼트 방식, 16강은 3전2선승 조별 풀리그로 진행
- 이영호 스타리그 4번째 100승 달성(최연소, 최소 100승 달성) (임요환, 홍진호, 송병구, 이영호)
- 16강 조추첨은 32강이 끝난뒤 무작위 조추첨을 하게 된다.
- 정명훈 스타리그 연속팀킬 실패(16강 :정윤종(승점 0:2))
- 정윤종 2회연속 스타리그 결승 진출
- SK텔레콤 T1 5회연속 개인리그 결승자 배출
- 조성주 최연소 로열로더 달성 (16세 13일)
- e스포츠연맹 소속 선수 최초의 스타리그 우승 (조성주)
- 2012년 자유의 날개 결승에서 관중몰이실패를 이번 스타리그에서는 모면함(약1,500명 집객)
- 온게임넷과 곰TV가 동시 중계한 마지막 리그(시즌3서부터는 시즌별 대회중계사가 단독으로 중계하게 된다.)
- 스타리그 고유의 개성있는 맵 광안리, 아나콘다가 32강에서 사용될 예정이었지만 선수 및 게임단의 반발로 인해 16강부터 사용

## 리그 BGM
- 곰TV

- 온게임넷
  - 1,2회차 인트로 : Linkin Park - No More Sorrow
  - 오프닝멘트 및 4강 진출자 인터뷰 : The Hype Theory - Heartstick
  - 리그 개요 및 조별 상황 : Joe Satriani - A Celebration
  - 선수소개 : Filter - It's Got To Be Right Now
  - 오프닝 타이틀 : Joseph Lo Duca - Mine Fight
  - 경기시작 전 : Dreamshade - Your voice
  - 경기종료 후 : The Hype Theory - Believe Me, I'm A Liar
  - 16강 진출자 인터뷰 : Kid Rock - Chickens In The Pen
  - 클로징멘트: Smallpools - Dreaming

## 맵
- 32강
  - 1,2경기 : 벨시르 잔재
  - 승자전,패자전 : 뉴커크재개발지구
  - 최종전 : 돌개바람

- 16강 ~ 결승
  - 벨시르 잔재, 아킬론 황무지, 우주정거장, 뉴커크재개발지구, 돌개바람, 광안리, 아나콘다

- 16강 재경기
  - 아킬론 황무지, 뉴커크재개발지구, 돌개바람

## 본선

### 32강
| A조    | A조 | A조 | B조    | B조 | B조 | C조    | C조 | C조 | D조    | D조 | D조 |
| ------ | --- | --- | ------ | --- | --- | ------ | --- | --- | ------ | --- | --- |
| 이름   | 승  | 패  | 이름   | 승  | 패  | 이름   | 승  | 패  | 이름   | 승  | 패  |
| 이영호 | 2   | 0   | 이신형 | 2   | 0   | 어윤수 | 2   | 0   | 조성호 | 2   | 0   |
| 김민철 | 2   | 1   | 정우용 | 2   | 1   | 조성주 | 2   | 1   | 강동현 | 2   | 1   |
| 정승일 | 1   | 2   | 이병렬 | 1   | 2   | 김유진 | 1   | 2   | 이원표 | 1   | 2   |
| 신희범 | 0   | 2   | 신재욱 | 0   | 2   | 김정우 | 0   | 2   | 이영한 | 0   | 2   |

| E조    | E조 | E조 | F조    | F조 | F조 | G조    | G조 | G조 | H조    | H조 | H조 |
| ------ | --- | --- | ------ | --- | --- | ------ | --- | --- | ------ | --- | --- |
| 이름   | 승  | 패  | 이름   | 승  | 패  | 이름   | 승  | 패  | 이름   | 승  | 패  |
| 정명훈 | 2   | 0   | 강현우 | 2   | 0   | 김영진 | 2   | 0   | 정윤종 | 2   | 0   |
| 황강호 | 2   | 1   | 신대근 | 2   | 1   | 원이삭 | 2   | 1   | 최지성 | 2   | 1   |
| 허영무 | 1   | 2   | 이동녕 | 1   | 2   | 박현우 | 1   | 2   | 황규석 | 1   | 2   |
| 이승현 | 0   | 2   | 신노열 | 0   | 2   | 최용화 | 0   | 2   | 남기웅 | 0   | 2   |

#### 16강[1]
| A조    | A조 | A조 | B조    | B조 | B조 | C조    | C조 | C조 | D조    | D조 | D조 |
| ------ | --- | --- | ------ | --- | --- | ------ | --- | --- | ------ | --- | --- |
| 이름   | 승  | 패  | 이름   | 승  | 패  | 이름   | 승  | 패  | 이름   | 승  | 패  |
| 김민철 | 3   | 0   | 최지성 | 3   | 0   | 정윤종 | 2   | 1   | 조성주 | 2   | 1   |
| 강동현 | 2   | 1   | 이신형 | 2   | 1   | 강현우 | 2   | 1   | 김영진 | 2   | 1   |
| 어윤수 | 1   | 2   | 이영호 | 1   | 2   | 신대근 | 2   | 1   | 조성호 | 1   | 2   |
| 원이삭 | 0   | 3   | 정우용 | 0   | 3   | 정명훈 | 0   | 3   | 황강호 | 1   | 2   |

#### 8강 ~ 결승
|  | 8강전  | 8강전  |        |   | 준결승전 | 준결승전 |  |  | 결승전 | 결승전 |
|  |        |        |        |   |          |          |  |  |        |        |
|  |        |        |        |   |          |          |  |  |        |        |
|  |        |        |        |   |          |          |  |  |        |        |
|  | 조성주 | 3      |        |   |          |          |  |  |        |        |
|  | 조성주 | 3      |        |   |          |          |  |  |        |        |
|  | 강동현 | 1      |        |   |          |          |  |  |        |        |
|  | 강동현 | 1      | 조성주 | 4 |          |          |  |  |        |        |
|  |        |        | 조성주 | 4 |          |          |  |  |        |        |
|  |        | 이신형 | 0      |   |          |          |  |  |        |        |
|  | 김민철 | 이신형 | 0      | 0 |          |          |  |  |        |        |
|  | 김민철 |        |        | 0 |          |          |  |  |        |        |
|  | 이신형 | 3      |        |   |          |          |  |  |        |        |
|  | 이신형 | 3      | 조성주 | 4 |          |          |  |  |        |        |
|  |        |        | 조성주 | 4 |          |          |  |  |        |        |
|  |        | 정윤종 | 2      |   |          |          |  |  |        |        |
|  | 정윤종 | 정윤종 | 2      | 3 |          |          |  |  |        |        |
|  | 정윤종 |        |        | 3 |          |          |  |  |        |        |
|  | 김영진 | 2      |        |   |          |          |  |  |        |        |
|  | 김영진 | 2      | 정윤종 | 4 |          |          |  |  |        |        |
|  |        |        | 정윤종 | 4 |          |          |  |  |        |        |
|  |        | 최지성 | 1      |   |          |          |  |  |        |        |
|  | 최지성 | 최지성 | 1      | 3 |          |          |  |  |        |        |
|  | 최지성 |        |        | 3 |          |          |  |  |        |        |
|  | 강현우 | 0      |        |   |          |          |  |  |        |        |
|  | 강현우 | 0      |        |   |          |          |  |  |        |        |

## 중계진
- 한국어
  - 온게임넷 (화요일)
    - 캐스터:전용준
    - 해설 엄재경, 김정민

  - 온게임넷 (목요일)
    - 캐스터:성승헌
    - 해설: 박태민, 김태형

  - 곰TV
    - 캐스터 : 이현주[2], 박상현, 김익근[3]
    - 해설 : 채정원, 안준영, 이성은[4], 황영재[5]

- 영어
  - 온게임넷
    - 1 캐스터, 1 해설 체제로 진행
    - 캐스터 : DoA
    - 해설 : Montecristo

  - 곰TV
    - 1 캐스터, 1 해설 체제로 진행
    - 캐스터 : Nicholas Plott
    - 해설 : Daniel Stemkoski